# Ей Би Ес-Си Би Ен
Ей Би Ес-Си Би Ен (на английски: ABS-CBN) е филипинска медийна компания със седалище в Кесон Сити. Това е най-големият развлекателен и медиен конгломерат във Филипините по отношение на приходите, оперативните приходи, нетния доход, активите, собствения капитал, пазарната капитализация и броя на служителите. Компанията е създадена чрез сливането на Alto Broadcasting System (ABS) и Chronicle Broadcasting Network (CBN).
На 3 ноември 2020 г. YouTube каналите на ABS-CBN News и ANC 24/7 бяха прекратени за няколко часа, както се твърди, поради „нарушение на Общите условия на YouTube“. Не е ясно какво е било нарушението, но по-късно беше потвърдено от YouTube, че вместо това каналите са били атакувани от хакери.